# Clan Capriati

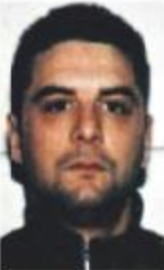
Filippo Capriati, attuale reggente del clan

Il clan Capriati è un'organizzazione criminale, originaria della città di Bari, operante soprattutto nella Bari Vecchia e attraverso i propri referenti, è attivo anche nel quartiere Fesca e nella zona di San Cataldo ed in una vasta porzione della provincia di Bari ed in alcuni centri della provincia BAT. Secondo la DIA, il clan è dedito principalmente al traffico di stupefacenti, alle estorsioni ed alla gestione del gioco d’azzardo.

## Storia
Attiva dagli anni '80, l'organizzazione criminale è stata storicamente guidata da Antonio Capriati, detto Tonino, attualmente in carcere dove sta scontando l'ergastolo.
Il clan si dedica storicamente principalmente alle attività di estorsioni ai commercianti e allo spaccio di droga, e per un certo periodo sotto la guida dei nipoti di Tonino, Filippo e Pietro, il gruppo cercò di espandersi in altre zone oltre la sua roccaforte a Bari Vecchia, avendo commesso furti anche in Basilicata. Inoltre il clan sarebbe riuscito ad infiltrarsi anche in una società che gestisce la viabilità interna al porto di Bari, e secondo le indagini i Capriati puntavano a infiltrarsi nel tessuto economico della città.
A differenza di altre organizzazioni criminali pugliesi, nel clan Capriati diverse donne ricoprivano ruoli importanti, loro erano ritenute le colonnelle del clan dopo gli arresti e le condanne dei capi. Le donne del clan hanno diretto il giro di usura ed estorsioni che, insieme allo spaccio di droga, ha consentito al clan di prendere il controllo incontrastato su Bari Vecchia. Tra loro ci sono Maria Faraone, moglie di Tonino Capriati, che teneva la cassa comune della cosca dopo la carcerazione del marito, ma anche le cosiddette «sorelle dell’usura» Antonia, Domenica, Lucia e Nicoletta De Benedictis, Domenica Monti, figlia di Domenico Monti, luogotenente di Tonino, e Grazia Spagnuolo, compagna di Giorgio Martiradonna, tra i più fedeli sodali del boss. Tutte loro, nel 2011, sono state condannate per associazione mafiosa con sentenza passata in giudicato.
Nel 2018 venne arrestato l’allora capo dell’organizzazione, Filippo Capriati, condannato a 16 anni di carcere. Nel settembre 2023 è stato smantellato dai carabinieri una struttura "verticistica e gerarchizzata", basata sulla presenza di diverse articolazioni territoriali operanti sotto l'egida del clan Capriati, che avrebbe assicurato e gestito "a monte" il traffico di sostanze stupefacenti nel Sud del Barese, nei territori di Putignano, Castellana Grotte, Noci, Alberobello, Locorotondo, Acquaviva delle Fonti. Nell'operazione sono state arrestate 60 persone. Nell'ottobre 2023 sono stati sequestrati 600 mila euro ad un esponente del clan, l'uomo era il «rappresentante» del clan Capriati nel controllo del mercato delle slot machine e avrebbe poi utilizzato le somme di denaro del clan per investimenti immobiliari e finanziari, intestando beni a propri fiduciari. Nel novembre 2018 Domenico Capriati, detto Mimmo pomodoro, 49enne, nipote del capoclan Tonino Capriati, è stato ucciso con 12 colpi di mitraglietta mentre rientrava a casa sotto gli occhi di moglie e figlio.
Nel marzo del 2024 apparve sui social una foto dell'allora sindaco di Bari Antonio Decaro, con la sorella e la nipote del boss Antonino Capriati. La foto ha suscitato scalpore tra la popolazione e i partiti politici, che hanno chiesto spiegazioni al sindaco. Dopo che la foto è diventata virale ed è apparsa sui giornali a livello nazionale, il sindaco si è difeso dicendo che non sapeva chi fossero e dopo aver indagato scoprì che pur appartenendo alla famiglia Capriati le donne sono estranee alle attività dei clan, mentre la nipote del boss Capriati, Annalisa Milzi, ha negato qualsiasi relazione tra lei e sua madre e il sindaco, sostenendo che questa foto è della Festa del Patrono San Nicola del 2023, e che è stata scattata dopo aver chiesto al sindaco se poteva farsi un selfie con lui. Il 25 marzo 2024 è stato il giorno dell’arrivo della commissione d’accesso del Viminale, per valutare ipotesi di infiltrazioni mafiose nel Comune.
Il 1 aprile 2024 è stato ucciso Raffaele 'Lello' Capriati, figlio di Sabino e nipote di Tonino Capriati. Il delitto è stato compiuto nel rione Torre a Mare e Capriati è stato condotto al Policlinico di Bari dove è deceduto. Lello Capriati era stato scarcerato nel agosto 2022 dopo aver scontato 17 anni per concorso nell'uccisione di Michele Fazio, il 15enne ucciso per errore a Bari vecchia nel 2001. Lello segue lo stesso destino del fratello Domenico, ucciso anche lui nel 2018.
Nel maggio 2024 gli agenti della Questura di Bari hanno arrestato quattro persone, con precedenti di polizia, ritenuti esponenti di spicco del clan, tra loro Giuseppe Capriati, figlio di Mimmo Capriati.
Il 11 maggio 2024, Sabino Capriati, detto Bino, figlio di Lello Capriati, ucciso nel aprile 2024, è stato arrestato dalle forze dell’ordine con l’accusa di detenzione di sostanze stupefacenti ai fini dello spaccio. Ancora secondo gli investigatori, Bino è la vera testa calda della storica famiglia Capriati. Sabino e il suo fratello Christian, infatti, sono ritenuti i nuovi referenti del clan.
Nell'ottobre 2024 è stata confermata la confisca dei beni di Vito Martiradonna, detto Vitin l'Enèl, ex cassiere del clan. Tra i beni confiscati figurano due appartamenti a Londra, conti correnti, orologi Rolex, gioielli e articoli di lusso. Questi beni erano stati scoperti dai finanzieri del GICO nell'ambito dell'inchiesta del 2018, che aveva portato all'arresto di 22 persone, coinvolte nella creazione di una vera e propria holding del gioco d'azzardo illegale che aveva generato un giro d'affari stimato in un miliardo di euro e e ha avuto anche il sostegno di Tommaso Parisi, figlio di Savino Parisi, boss del clan Parisi, storico alleato dei Capriati.
Il 29 gennaio 2025, sono stati arrestati i cugini Christian e Loreta Capriati, rispettivamente figli di Lello e Mimmo, nipoti del capo clan Tonino ed entrambi uccisi in due agguati diversi. i due rampolli del clan stavano festeggiando il 20º compleanno di Christian nelle vie del centro storico di Bari quando i carabinieri li hanno sorpresi con droga, contanti e un'arma. Durante la perquisizione, la 31enne Loreta avrebbe reagito violentemente, tanto da essere condotta in carcere, mentre il cugino è stato posto agli arresti domiciliari. Il 31 gennaio, entrambi sono comparsi davanti al gip per fornire la loro versione dei fatti. Nel corso dell'udienza di convalida, Christian si è assunto ogni responsabilità: "Le armi e la droga erano mie, mia cugina non c'entra niente". Tanto Loreta quanto Christian hanno sempre amato mostrare la loro vita fatta di serate in discoteca, viaggi e i valori per loro fondamentali: primo fra tutti, la famiglia.
Nel febbraio 2025 sono stati arrestati 5 presunti affiliati del clan, accusati di tentata estorsione a un imprenditore edile titolare di una ditta a Modugno. Gli arrestati avrebbero chiesto la somma di 100mila euro arrivando a schiaffeggiare uno dei collaboratori della vittima e a cospargere di benzina un mezzo di lavoro.

## Membri di spicco
- Antonio Capriati, detto Tonino – Arrestato.
- Filippo Capriati – Arrestato.
- Domenico Capriati, detto Mimmo pomodoro – Ucciso.
- Raffaele Capriati, detto Lello – Ucciso.
- Giuseppe Capriati – Arrestato.
- Sabino Capriati, detto Bino – Arrestato.[16]
- Christian Capriati – Arrestato.

## Territorio di operazione
Secondo quanto riferito dalla Direzione Investigativa Antimafia in parlamento nel giugno 2024, oltre alla sua storica roccaforte nella Bari Vecchia, il clan si sta espandendo anche nei comuni della provincia barese, attraverso sottogruppi che fanno riferimento ai Capriati. Le città in questione sono: Bitonto, Triggiano, Putignano, Noci, Turi, Castellana Grotte, Monopoli, Alberobello, Conversano, Modugno, Giovinazzo, Terlizzi, Corato, Palo del Colle, Molfetta e Mola di Bari.